# Vigyázz, kész, Morc!
A Vigyázz, kész, Morc! (eredeti cím: Here Comes the Grump) 2018-ban bemutatott brit–mexikói animációs film, amelyet Andrés Couturier rendezett, a Here Comes the Grump című animációs sorozat alapján. A főszereplők eredeti hangját Toby Kebbell, Lily Collins és Ian McShane kölcsönözte.
Magyarországon 2018. május 31-én mutatták be.

## Cselekmény
Zordonmorcia egy különös hely, ahol mindenféle nép él. Volt egyszer egy varázsló, akit Vigyornak hívtak. Éppen a királyhoz tartott, de útközben mindenkit boldoggá varázsolt, aminek a következtében kitört a káosz a városban. Ezért a király börtönbe vetette, a szerelmét pedig száműzte egy másik dimenzióba. Amikor Vigyor kiszabadult, mindenkit szomorúvá varázsolt, kivéve a hercegnőt és egy Földről jött fiút. Kettejüknek eltérő céljuk volt, de mégis egyfelé haladtak, és megtörték Vigyor varázslatát.

## Szereplők
| Szerep        | Angol hang    | Magyar hang    |
| ------------- | ------------- | -------------- |
| Terry Dexter  | Toby Kebbell  | Baráth István  |
| Dawn hercegnő | Lily Collins  | Csuha Borbála  |
| Morc          | Ian McShane   | Kerekes József |
| GP Sparrow    | Keith Wickham |                |